# Lindmania minor
Espèce
Classification phylogénétique
Synonymes
- Cottendorfia minor (L.B.Sm.) L.B.Sm., 1960

Lindmania minor est une espèce de plante de la famille des Bromeliaceae, endémique du Venezuela.

## Synonymes
- Cottendorfia minor (L.B.Sm.) L.B.Sm., 1960[2].

## Distribution
L'espèce est endémique de l'État de Bolívar, au Venezuela.